# سيلفيا فيدال
سيلفيا فيدال (بالإسبانية: Sílvia Vidal) هي متسلقة جبال إسبانية، ولدت في 17 ديسمبر 1970 في برشلونة في إسبانيا.

## وصلات خارجية
- الموقع الرسمي